# Schubert Gyula (labdarúgó)
Schubert Gyula vagy Július Schubert (Budapest, 1922. december 12. – Torino, 1949. május 4.) csehszlovák válogatott magyar labdarúgó, a Grande Torino játékosa volt.

## Pályafutása
Schubert Gyula az 1945-ös idényben a Ganz, majd 1945-46-ban a Kőbányai Barátság játékosa volt. 1947 és 1948 között a csehszlovák Slovan Bratislavaban futballozott, ahonnan a csehszlovák válogatottba is meghívták. 1948 és 1949 között öt mérkőzésen egy gólt szerzett az olasz bajnok Torino csapatában.

## Halála
1949. május elsején a Torino gálameccsen vett részt Lisszabonban, amelyet a Benfica nyert 4:3-ra. A visszaúton, május negyedike délutánján a Fiat G.212 típusú repülőgép, fedélzetén a csapattal, a teljes stábbal és több újságíróval, a Superga-bazilika tornyának ütközött, aminek következtében a fedélzeten lévő összes ember szörnyethalt. A tragédia oka a sűrű köd és az ebből következő minimális látótávolság volt. A holttestek azonosításában Vittorio Pozzo segédkezett. A temetést május hatodikán tartották, amin több mint félmillió ember vett részt. Schubert volt az egyetlen az elesett játékosok közül, akinél megmagyarázhatatlan módon nem vettek részt rokonok és barátok a torinói temetésén, ahogyan egyetlen rokon sem intézkedett holttestének esetleges hazaszállításáért; ennek eredményeként a torinói monumentális temetőben temették el. Ugyanazon a napon a szövetség, bár még négy forduló hátra volt a bajnokságból, kihirdette a Torino újabb, utolsó győzelmét.

## Sikerei, díjai
Torino FC
- Olasz bajnokság:
  - bajnok: 1948–49

## Statisztika

### Mérkőzései a csehszlovák válogatottban
| Csehszlovákia | Csehszlovákia     | Csehszlovákia               | Csehszlovákia | Csehszlovákia | Csehszlovákia | Csehszlovákia | Csehszlovákia | Csehszlovákia |
| #             | Dátum             | Helyszín                    | Hazai         | Eredmény      | Vendég        | Kiírás        | Gólok         | Esemény       |
| ------------- | ----------------- | --------------------------- | ------------- | ------------- | ------------- | ------------- | ------------- | ------------- |
| 1.            | 1948. május 23.   | Budapest, Üllői úti stadion | Magyarország  | 2 – 1         | Csehszlovákia | Európa-kupa   | 1             | 81'           |
| 2.            | 1948. október 31. | Pozsony, Tehelné pole       | Csehszlovákia | 3 – 1         | Ausztria      | Európa-kupa   | -             |               |
|               | Összesen          |                             |               | 2             | mérkőzés      |               | 1             | gól           |